# Eupithecia basinigrata
Eupithecia basinigrata là một loài bướm đêm trong họ Geometridae.